# 弓李
弓李（きゅうり、1998年（平成10年）5月28日 - ）は、日本の女子プロレスラー。身長158cm、体重48kg。埼玉県草加市出身。

## 所属
- アイスリボン（2013年 - 2021年、2022年 - 2025年）
- フリー（2025年 - ）

## 来歴・戦歴
2011年11月よりアイスリボンが開くプロレスサークルに参加。その後練習生となる。
2012年
- 10月28日、横浜ラジアントホールにてサークルメンバーによるエキシビションタッグマッチに参加、この時の表記は「きゅうり」だった[1]。

2013年
- 6月12日、志田光プロデュース道場マッチで久々のエキシビション[2]。
- 7月20日、道場マッチの入場式に突如乱入して志田光にエキシビションを直訴、3分間に志田相手に1本も取らせない健闘を見せた[3]。
- 8月20日、道場マッチにてデビュー査定マッチとして信州ガールズプロレスリングの練習生林小雪とエキシビションも1本取られ、小雪にデビューを先に越されてしまう[4]。
- 8月23日、道場マッチでくるみとのエキシビションで1本を取ったことが認められ、後楽園ホール大会でリングネーム「弓李」としてデビューが決まる[5]。20ヶ月間の練習生期間を経てのデビューとなった。
- 8月25日、後楽園大会にて6人タッグイリミネーションマッチでデビューし、林小雪をスモールパッケージでフォールしたが、ケーシー・オーウェンズにOTRされる[6]。
- 8月31日、デビュー後初の道場マッチ。星ハム子とシングルで対戦したが、逆エビ固めにギブアップ[7]。
- 9月4日、道場マッチでデビュー後初めて林小雪とシングルで対戦するが、丸め込まれる[8]。
- 9月7日、努力が認められ、つくしプロデュース興行にて星ハム子と組み、成宮真希&くるみと対戦するが、くるみのトップロープからのダイビングボディプレスでフォールされる[9]。
- 9月11日、道場マッチでくるみと初の中学生タッグを結成し、星ハム子&内藤メアリの30代タッグと対戦、くるみがナッツドライバーでハム子からフォールして勝利[10]。
- 9月22日、横浜大会にて中学生タッグで松本都（崖のふちプロレス）&小林香萌（WNC）の「私立プロレス学園」タッグと対戦し、くるみのナッツドライバーで都からフォールして勝利[11]。
- 9月24日、道場マッチで中学生タッグでチェリー（ユニオン）&小林香萌と対戦したが、チェリーの熟女でドーン!からドラゴンスリーパーでギブアップ[12]。
- 9月28日、道場マッチで星ハム子と再戦するが、シャイニングハラザードで敗れる。受験勉強と両立しつつ年内全試合出場を宣言[13]。
- 10月5日、道場マッチでセウシス（CMLL）とシングル。初の外国人、それもCMLL-REINAインターナショナルジュニア選手権者相手に奮闘するも、ギブアップ負け[14]。
- 12月31日、後楽園大会で同学年の優華デビュー戦の相手を務めるが、スクールガールで敗れる[15]。これを最後に受験による欠場へ入る。

2014年
- 3月12日に高校合格を発表した。
- 4月6日、体調不良のため欠場となったつくしの代役としてJWP浅草花やしき大会に参戦、これが初の他団体参戦。
- 6月25日、JWP「青春・無限大パワー!!」にてSareee（ディアナ）と組み、林結愛&夏すみれ（WAVE）組と対戦するが、林の膝十字固めに屈する[16]。
- 8月2日、道場マッチでくるみと組み、つくし&優華組と対戦、優華から腕ひしぎ十字固めでギブアップを奪い、デビュー戦以来の直接勝利[17]。

2015年
- 3月21日、トライアングルリボンに初挑戦。

2016年
- 5月4日、アイスリボン横浜文化体育館大会にて、チェリーの持つトライアングルリボン王座に挑戦し勝利、7度目の挑戦で初戴冠した（もう一人は大畠美咲）。

2017年
- 1月21日、道場マッチにて引退前の木村響子よりガウンを譲り受ける。また、この日より尾崎妹加をパートナーに迎え、新チームを結成。後にチーム名を「GEKOKU娘（げこくじょう）」と命名。
- 5月5日、GEKOKU娘で、つくし&柊くるみの持つインターナショナル・リボンタッグ王座に初挑戦するが敗戦。

2018年

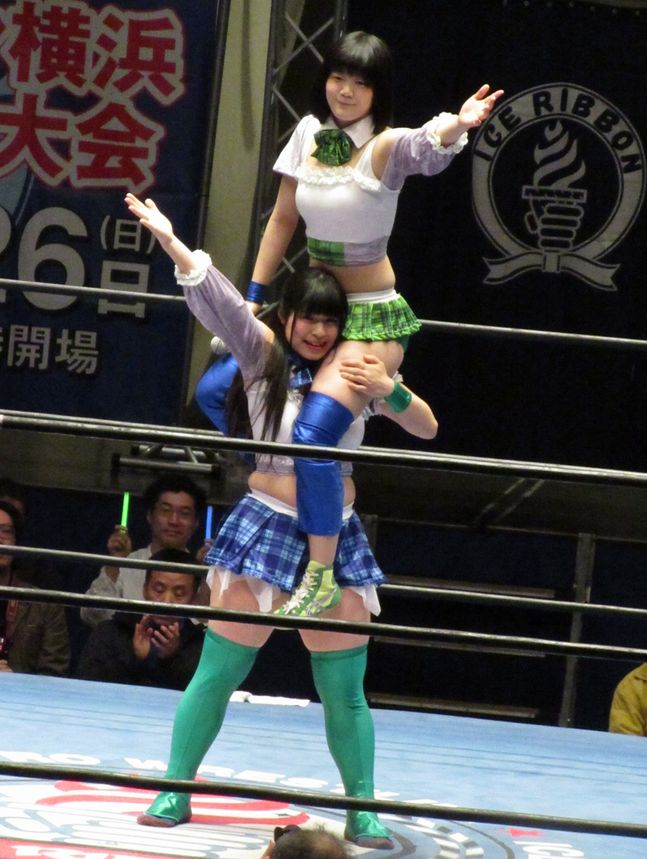
GEKOKU娘

- 2月12日、アイスリボン大阪大会「大阪リボン2018」にて、尾崎妹加と共に世羅りさ&雪妃真矢の持つインターナショナルリボンタッグ王座に挑戦するが敗北。王座獲得ならず。[18]
- 3月25日、アイスリボン後楽園ホール大会「アイスリボンマーチ2018」にて尾崎妹加とのアイドルユニット「GEKOKU☆娘fromアイスリボン」でアイドル＆CDデビューをした[19]。
- 4月8日、アイスリボン両国KFCホール大会で「6人タッグかしましトーナメント」に長崎まる子、桃野美桜との「マブダチ♥厨2病卍卍」で出場。1回戦で星いぶき、朝陽、つくしの「りとるーず」と対戦し勝利、準決勝進出を果たす。

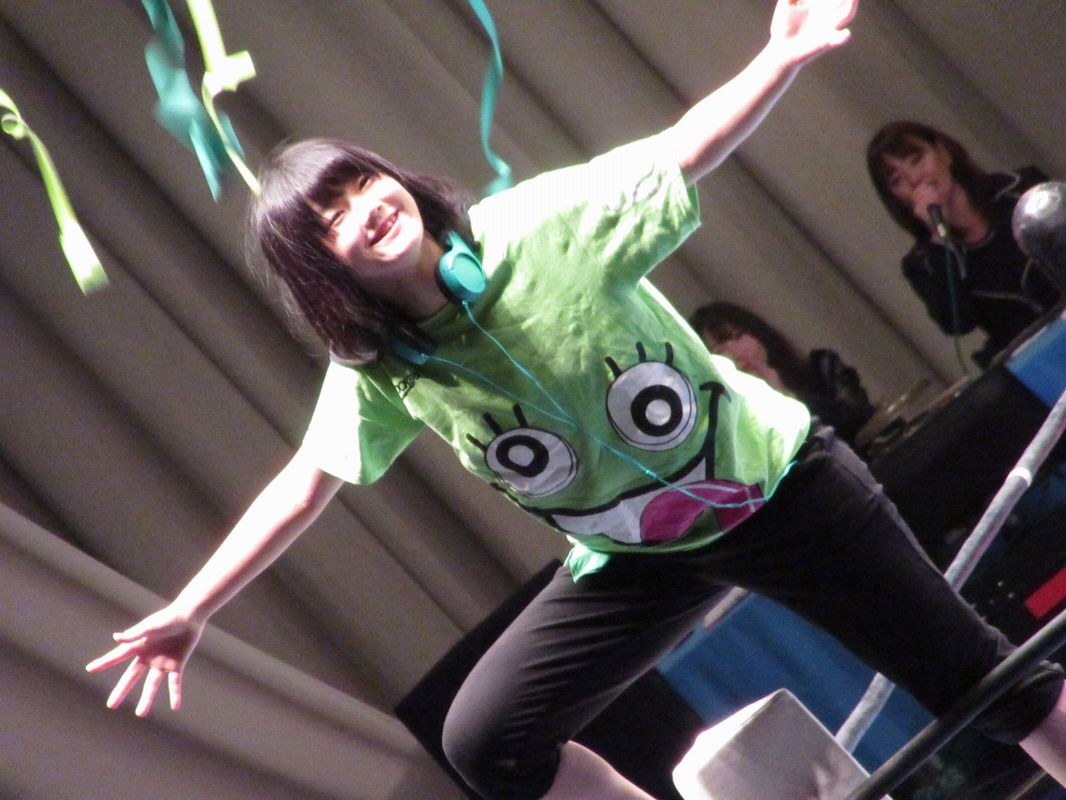
マブダチ♥厨2病卍卍コスチューム

- 10月28日、アイスリボン両国KFCホール大会の「ICE×∞次期挑戦者決定トーナメント」1回戦でつくしと対戦し勝利する。1.5回戦進出を果たす。
- 11月3日、アイスリボン大阪大会「大阪リボン2018Ⅲ」でICE×∞次期挑戦者決定トーナメントに出場し1.5回戦で尾崎妹加と対戦するが敗北。2回戦進出ならず。
- 12月31日、アイスリボン後楽園ホール大会「RIBBONMANIA2018」で尾崎妹加と共にインターナショナル・リボンタッグ王座戦を星ハム子、宮城もちと行い勝利。王座獲得に成功し第44代王者となる。

2019年
- 1月27日、アイスリボン愛知ダイヤモンドホール大会「名古屋リボン2019」にてテキーラ沙弥&ジュリアのタッグとインターナショナル・リボンタッグ選手権試合を行った。試合は序盤から大荒れの場外戦となり、終盤はテキーラが惜しげもなく得意技を繰り出す展開になるも、18分52秒にパートナーの尾崎がエビ固めでテキーラをフォールして勝利。第44代王者組が初防衛に成功[20]。

2021年
- 12月1日、「復帰の意思がないとのことで退団、引退となります」と団体から発表。2020年2月24日の後楽園ホールでの6人タッグマッチが最後の試合となった。

2022年
- 4月30日、アイスリボン後楽園ホール大会にてエキシビジョンマッチとして行われた第0試合のＸとして尾崎妹加とともに出場、藤本つかさ＆春輝つくしと対戦し5分間ドロー。試合後に限定参戦ながら現役復帰を宣言。バックステージでは結婚し子育て中であることも明かした[21]。

2023年
- 12月31日、アイスリボン後楽園ホール大会にて、YuuRIと杏ちゃむの保持するインターナショナルリボンタッグ王座に、芦田美歩と組んで挑戦し、勝利。第62代王者の座に就く[22]。

2024年
- 8月24日、アイスリボン後楽園ホール大会にてななみの保持するトライアングルリボン王座に挑戦し、もう一人の挑戦者である咲蘭を破り第48代王者となる。

2025年
- 5月31日をもってアイスリボンを退団、以降フリーに転向。

## 人物
- リングネームは練習生時代、きゅうりのようなひょろひょろな体型だったため、コーチの志田光にTwitterを通じて命名され、デビューする際漢字を当てた。コスチュームは、きゅうりとファンである有安杏果をイメージした緑色。
- 20ヶ月にも及ぶ練習生時代を過ごし、デビュー後もしばらく伸び悩んだが、関節技に活路を見いだし自らのファイトスタイルを確立。
- 「プロレスは楽しいもの」という信念を持っており、普段はあまり闘志を表に出さないが、時に笑顔を封印して厳しい攻めを見せることもあり、「キラー弓李」と呼ばれる。
- 高校卒業時までは写真部に入っていたが、プロレスをやっているからと柔道部にも誘われて柔道部にも所属していた。その為、柔道技を試合でフィードバックさせている。高校卒業後は保育系の専門学校に入学。
- 学業優先のため、2019年9月の横浜文化体育館大会を最後に長期休業に入る予定であったが、後の大会直前会見の後に休業を撤回、出場回数を減らしながら継続する事となる。
- バラモン信者（バラモン兄弟（バラモン・シュウ&バラモン・ケイ）のファン）である。

## 得意技
- きゅうりバスター

フィッシャーマンズ・スープレックスのように担ぎ、みちのくドライバーIIのように落とす。ロウ・キーのキークラッシャーと同型。
- きゅーりーすぺしゃる

ブロックバスターホールド。ぶっこ抜き式・カウンター式共に使用する。
- ネ・コヒストラル

新田猫子から継承
- フィッシャーマンズ・スープレックス

ロコモーション式でも使用する。
- バッククラッカー

- ヘアー

椎名由香の得意技を千春経由で継承
- ダイビング・ボディ・アタック

- 619

- 体落とし

- 腕4の字固め

- 腕サソリ固め

- 変形腕固め

吉野正人のソル・ナシエンテのような形で極める
- 腕ひしぎ十字固め

- キーロック

- 変型ストレッチマフラー

- カーフキラー

- ぐるりんちょ

## タイトル歴
- 第22代・48代トライアングルリボン王座
- 第44代・第62代インターナショナルリボンタッグ王座（パートナーは、第44代は尾崎妹加、第62代は芦田美歩）

## 入場曲
- 仮面大陸〜ペルソニア〜 / 仮面女子[23] - 現在の入場曲
- テレパシー「テレパシーセカイ」[24]

## 作品

### 写真集
- きゅうり。（2017年10月31日、neoplus、撮影：Stinger・La・Bit、監修：千春）

### CD
- 「イェーイ！めっちゃ下剋上☆」GEKOKU☆娘fromアイスリボン（2018年3月25日）